# Tiwanaku (kommun)

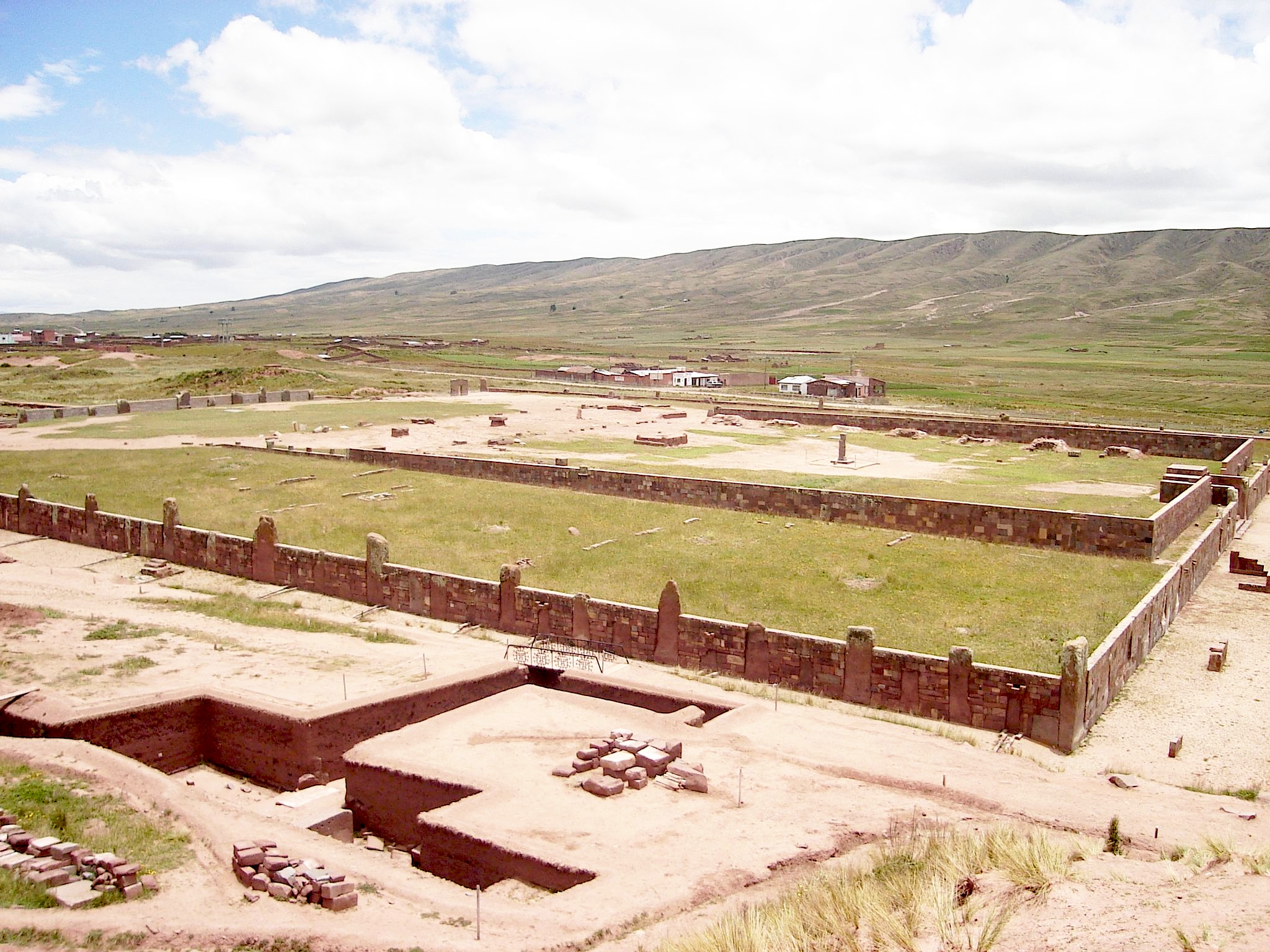
Tiwanaku

Tiwanaku är en kommun  i den bolivianska provinsen Ingavi i departementet La Paz. Den administrativa huvudorten är Tiwanaku.